# Nazionale maschile di rugby a 15 di Tahiti
La nazionale di rugby XV di Tahiti rappresenta Tahiti nel rugby a 15 in ambito internazionale, dove è inclusa fra le formazioni di terzo livello.